# Balls Green
Balls Green – wieś w Anglii, w hrabstwie West Sussex. Leży 30 km na północny wschód od miasta Chichester i 62 km na południe od Londynu.